# Henry Bulkeley
Hon. Henry Bulkeley (* um 1641; † 1698) war ein anglo-irischer Adliger und Politiker am englischen Hof.

## Leben
Henry Bulkeley war der fünfte und der dritte überlebende Sohn des irischen Peers Thomas Bulkeley, 1. Viscount Bulkeley, Gutsherr von Baron Hill auf Anglesey, aus dessen Ehe mit Blanche Coytmore.
1654 wurde er in der Gray’s Inn zugelassen, 1657 im Queen’s College. Bald nach der Stuart-Restauration 1660 wurde er Offizier in der irischen Armee. 1664 war er Ensign in den königlich-irischen Leibgarde. Er stieg bis in den Rang eines Captain auf. Er wurde fälschlicherweise als ertrunken gemeldet, als er im Winter 1670 aus dem Urlaub zurückkehrte.
Im Oktober 1674 erhielt er 1000 Pfund Sterling als königliche Prämie für seine treuen Dienste, vermutlich um seine Frau zu unterstützen, deren Gunst er angeblich mit Sidney Godolphin, 1. Earl of Godolphin (1645–1712) und dem Hon. Thomas Warton teilen musste. Er hatte bereits an mindestens zwei Duellen in Irland teilgenommen und war wegen Totschlags verurteilt worden; als er zu Beginn des Jahres 1675 gegen den Earl of Ossory (1634–1680) kämpfte, hätte die Angelegenheit schwerwiegendere Konsequenzen für ihn haben können: er wurde in den Tower of London gesteckt und verdankte seine Freilassung dem Eintreten der Duchess of Portsmouth. „Es wäre zu wünschen“, schrieb der Diplomat Sir Robert Southwell (1635–1702) an Ossorys Vater, „[dass] seine Majestät ihn zu seiner Anstellung in Irland schicken würde“; aber für Bulkeley wurde jetzt eine sichere Hofkarriere gestartet. Am 24. Mai 1675 wurde ihm die Nachfolge als Master of the Household zugesprochen, die er nach dem Tod von Sir Herbert Price (1605–1678) antrat, obwohl er ein weiteres Mal inhaftiert worden war, nachdem er Herausforderung eines Bürgerlichen an den Earl of Middlesex gestellt hatte. 1683 wurde er zudem Groom of the Bedchamber. Ab 1680 fungierte er auch als Friedensrichter für Westminster.
Bulkeley kam nach den ersten allgemeinen Wahlen von 1679, wahrscheinlich nach einem Wettbewerb, im März als Knight of the Shire für Anglesey ins Englische Parlaments. Shaftesbury, der glaubte, sein älterer Bruder, für den er eintrat, sei gewählt worden, markierte ihn daher korrekt als vile (gemein). Bulkeley war Mitglied im Untersuchungsausschuss zum Niedergang der Wollindustrie und stimmte gegen die Exclusion Bill. Er tauschte im Oktober den Sitz mit seinem Neffen Richard Bulkeley III., der das Borough Beaumaris vertrat, war aber wohl in keinem Ausschuss des zweiten und dritten Exclusion Bill Parliament. Im August 1681 erhielt er einen Pass, um ins Ausland zu gehen. Er wurde für Beaumaris in das Parlament Jakobs II. wiedergewählt, ebenso 1685, scheint aber wieder völlig inaktiv gewesen zu sein.
Bulkeley verlor seine öffentlichen Ämter bei der Glorious Revolution und erhielt im Januar 1690 die Erlaubnis, sich seiner Familie in Frankreich anzuschließen, obwohl Wilhelm von Oranien den Antrag in Kriegszeiten für etwas eigenartig hielt und bemerkte, dass „er schlecht von der Regierung und mit großer Bosheit sprach“. Bei seiner Rückkehr wurde er verhaftet und wurde nach seiner Freilassung zu einem jakobitischen Verschwörer. Von ihm wurde erhofft, dass er nützliche Kontakte zu Godolphin und Lord Halifax knüpfen könne. Als er am 10. März 1698 sein Testament verfasste, war er jedoch so desillusioniert von der Sache Stuarts, dass er seinem Sohn empfahl, der römisch-katholisch geworden war, seinen Glauben aufzugeben und nach England zurückzukehren. Das Testament wurde am 20. Dezember beglaubigt, es scheint aber, dass seine Witwe und seine Kinder in Frankreich blieben, wo eine seiner Töchter zwei Jahre später den Duke of Berwick heiratete.

## Ehe und Familie
Etwa im November 1673 heiratete er Sophia Stuart, Ehrendame von Katharina von Braganza, Tochter von Walter Stuart, dem Leibarzt der Königin Henrietta Maria, und Sophia Carew, sowie Schwester von Frances Stuart, Duchess of Richmond and Lennox (1647–1702), genannt La Belle Stuart. Das Paar bekam zwei Söhne und vier Töchter, darunter:
- François de Bulkeley (1686–1756), Lieutenant-général, 1748 Ritter im Orden vom Heiligen Geist; ⚭ Marie-Anne O’Mahony, Tochter von Daniel O‘Mahony und Cecilia Weld.
- Charlotte Bulkeley, ⚭ (1) Charles O’Brien, jakobitischer 5. Viscount Clare († 1706) (die Eltern von Charles O’Brien, jakobitischer 6. Viscount Clare (1699–1761), Marschall von Frankreich, ⚭ (2) Daniel O’Mahony († 1714), Lieutenant-général, Titulargraf von Kastilien, Witwer von Cecilia Weld;
- Anne Bulkeley († 12. Juni 1751) ⚭ James Fitzjames, 1. Duke of Berwick (1670–1734), Marschall von Frankreich.